# Фаршвайлер
Фаршвайлер (нім. Farschweiler) — громада в Німеччині, розташована в землі Рейнланд-Пфальц. Входить до складу району Трір-Саарбург. Складова частина об'єднання громад Рувер.
Площа — 7,45 км2. Населення становить 817 ос. (станом на 31 грудня 2020).